# 江口百合子
江口 百合子（えぐち ゆりこ、旧姓：福田、1945年（昭和20年） - ）は、山形県西田川郡豊浦村三瀬（現・鶴岡市）出身で東京都大田区久が原在住の、絵本作家、外語学院日本語講師、元東京都世田谷区立瀬田小学校副校長。

## 略歴
- 1945年（昭和20年）、山形県西田川郡豊浦村三瀬に生れる。
- 1964年（昭和39年）、山形県立鶴岡南高等学校卒業
- 1968年（昭和43年）、東京学芸大学卒業
  - 東京都小学校教員となる。
- 2005年（平成17年）、アークアカデミー日本語学校・渋谷駅前校に入校
- 2006年（平成18年）、日本語教師の資格を取得
  - 3月、東京都世田谷区立瀬田小学校副校長を最後に教職を定年退職
  - 東京都教育庁に勤務
- 2007年（平成19年）2月、同職を退職
  - 8月27日、財団法人日中技能者交流センターの中国派遣教師となり、中華人民共和国南寧市にある外語学院（大学）で日本語講師となる。

## 著作物
- 2003年（平成15年）、『あっちゃん』 絵：中山みきこ 新生出版 ISBN 4-925047-72-8
- 2004年（平成16年）、『にまい舌のやまんば』 絵：赤坂三好 新生出版 ISBN 4-925047-77-9
- 2006年（平成18年）、『ゆうすけの海 - 学校なんて嫌いさ - 』 絵：赤坂三好 新生出版 ISBN 4-86128-149-0